# Kristoffer Zachariassen
Kristoffer Zachariassen (Sotra, 1994. január 27. –) norvég válogatott labdarúgó, a Ferencváros játékosa.

## Pályafutása

### Klubcsapatokban
A Sund, a Sotra és a Nest-Sotra csapataiban fordult meg 2017-ig, amikor is szerződtette a Sarpsborg csapata. 2017. április 2-án góllal mutatkozott be a bajnokságban a Sogndal IL ellen. 2019. december 4-én a Rosenborg csapatához írt alá négy évre. 2020. június 16-án debütált a Kristiansund BK elleni 0–0-ra végződő bajnoki mérkőzésen. Július 5-én első gólját jegyezte fel a Stabæk Fotball ellen.

#### Ferencváros
2021. július 15-én jelentették be, hogy a Ferencváros csapata szerződtette. 2021. október 27-én a Magyar Kupa 4. fordulójában a Tököl VSK ellen 7–0-ra megnyert mérkőzésen 2 gólt szerzett.
2022. május 11-én a Puskás Arénában a 2021–2022-es magyar labdarúgókupa döntőjében a Paksi FC ellen 3–0-ra megnyert mérkőzésen a vezető gólt ő lőtte. 2022 júliusában a Bajnokok Ligája 2. fordulójában a Slovan Bratislava elleni mindkét mérkőzésen gólt szerzett. Szeptember 4-én a Szusza Ferenc Stadionban az Újpest elleni bajnoki mérkőzésen egy góllal vette ki a részét a történelmi 6–0-s Fradi győzelemből. Október 6-án és 13-án a Crvena zvezda elleni mindkét Európa-liga-mérkőzésen (1–4, 2–1) eredményes volt. Október 27-én – a saját bevallása szerint is – pályafutása legfontosabb gólját szerezte a Monaco elleni Európa-liga-mérkőzésen (1–1). Ez a gólja lett 2022-ben az Év sportpillanata az M4 Sport – Az Év Sportolója Gálán.
2023. november 30-án az Európa-konferencialiga F-csoportjának 5. fordulójában a Čukarički ellen idegenben 2–1-re megnyert mérkőzésen a 83. percben gólt lőtt. A Diósgyőr elleni 2–0-ra megnyert Magyar kupa negyeddöntőben duplázni tudott.

### A válogatottban
2021. június 6-án mutatkozott be a felnőtt válogatottban Görögország ellen 2-1-re elvesztett barátságos mérkőzésen csereként.

## Statisztikái

### A válogatottban
2022. november 20. szerint.
| Nemzet   | Év       | Mérkőzés | Gól |
| -------- | -------- | -------- | --- |
| Norvégia | 2021     | 1        | 0   |
| Norvégia | 2022     | 2        | 0   |
| Összesen | Összesen | 3        | 0   |

### Mérkőzései a norvég válogatottban
| #  | Dátum              | Ellenfél    | Eredmény | Kiírás              | Esemény |
| -- | ------------------ | ----------- | -------- | ------------------- | ------- |
| 1. | 2021. június 6.    | Görögország | 1 – 2    | Barátságos mérkőzés | 46'     |
| 2. | 2022. november 17. | Írország    | 2 – 1    | Barátságos mérkőzés | 63'     |
| 3. | 2022. november 20. | Finnország  | 1 – 1    | Barátságos mérkőzés | 46'     |

## Sikerei, díjai

### Klubcsapatokban
Ferencváros
- Magyar bajnok (4): 2021–22,[20][21] 2022–23,[22] 2023–24, 2024–25[23]
- Magyar kupagyőztes (1): 2022[10]
- Magyar kupa ezüstérmes (2): 2024,[24] 2025